# Zineb Ghezal
Zineb Ghezal est une judokate algérienne.

## Carrière
Zineb Ghezal remporte la médaille de bronze dans la catégorie des moins de 56 kg aux Jeux panarabes de 1997 à Beyrouth.
Elle est médaillée d'or dans la catégorie des moins de 52 kg aux Championnats d'Afrique de judo 1998 à Dakar.